# St. Nikolai (Niedergebra)

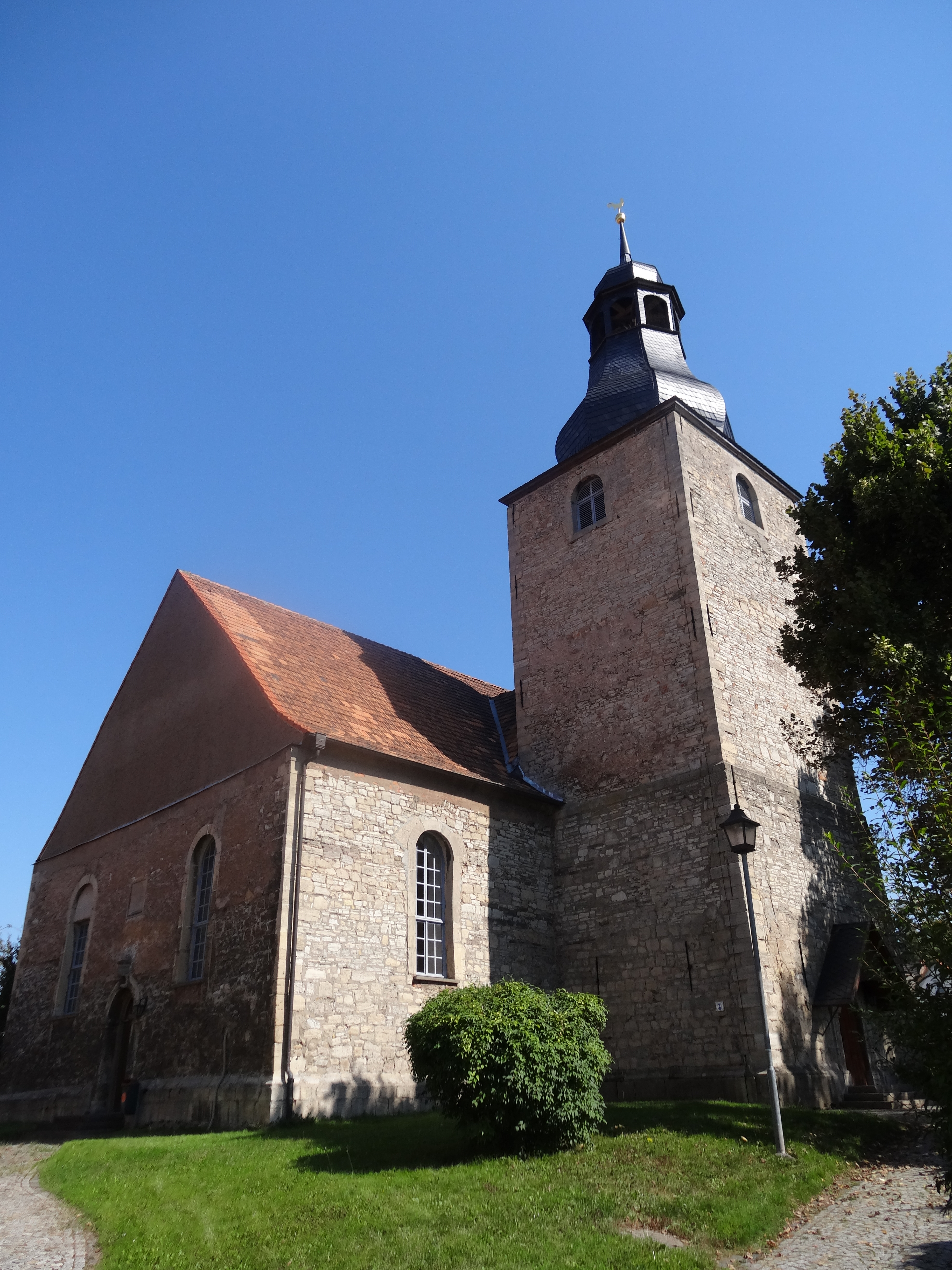
St. Nikolai

Die evangelisch-lutherische, denkmalgeschützte Pfarrkirche St. Nikolai steht in Niedergebra, eine Gemeinde im Landkreis Nordhausen in Thüringen. Die Kirchengemeinde Niedergebra im Pfarrbereich Niedergebra gehört zum Kirchenkreis Südharz der Evangelischen Kirche in Mitteldeutschland.

## Beschreibung
Die schlichte barocke Saalkirche wurde, initiiert von Johann Kaspar von vom Hagen, 1740–1753 von Landbaumeister Grätzemann unter Einbeziehung eines Vorgängerbaues aus dem 12. Jahrhundert aus Bruchsteinen errichtet. Das Kirchenschiff hat ungefähr eine nordsüdliche Ausrichtung. Der quadratische Kirchturm, er trägt eine welsche Haube, steht vor der westlichen Langseite. 
Zur Kirchenausstattung gehört ein Holzschnitzwerk über die Anbetung der Heiligen Drei Könige, es war ursprünglich Teil eines Altars, der um 1510 gebaut wurde. Eine Kreuzigungsgruppe, mit Maria und Johannes als freistehende Figuren, gehörte früher zu einem Altar, der um 1520 entstanden ist. Eine Porträtmalerei, Martin Luther darstellend, wurde um 1542 angefertigt. Eine Ostergruppe mit dem auferstandenen Jesus Christus, flankiert von zwei Engeln, gehörte ursprünglich zu einem Kanzelaltar von 1740.
1960 wurde die Kirche baupolizeilich geschlossen. Sie wurde Anfang der 1970er Jahre zu einem Gemeindezentrum umgebaut, das 1977 eröffnet wurde. Hierzu wurde der Innenraum in mehrere Räume aufgeteilt, Decken wurden abgehängt, und der Fußboden wurde angehoben. Nach dem Rückbau und der Sanierung des Innenraumes wurde die Kirche 2017 wieder eingeweiht.
Die Orgel mit neun Registern, verteilt auf ein Manual und ein Pedal, wurde 1900 von den Orgelbauern Walker & Sons gebaut.